# Arkivoc
Arkivoc (Archive for Organic Chemistry) ist eine wissenschaftliche Open-Access-Zeitschrift auf dem Gebiet der Organischen Chemie, die im Peer-Review-Verfahren herausgegeben wird. Sie wird von der 2000 gegründeten Non-Profit-Organisation Arkat USA, die durch Spenden von Alan Katritzky und Linde Katritzky finanziert wurde, herausgegeben. Arkivoc ist die Hauptpublikation von Arkat USA und erreichte im Jahr 2014 einen Impact Factor von 1,165 und belegte damit Rang 37 von 57 in der Kategorie „Organische Chemie“. 2018 lag der Impact Factor bei 1,253. Die Zeitschrift wird beim Web of Science im Science Citation Index Expanded aufgeführt.